# 361
361 (CCCLXI) fue un año común comenzado en lunes del calendario juliano, en vigor en aquella fecha.
En el Imperio romano, el año fue nombrado como el del consulado de Toro y Florencio, o menos comúnmente, como el 1114 Ab urbe condita, adquiriendo su denominación como 361 a principios de la Edad Media, al establecerse el anno Domini.

## Acontecimientos
- El emperador romano Constancio II prepara a su ejército para enfrentarse con el césar Juliano (llamado el Apóstata). Las fuerzas están igualadas, pero Constancio fallece de unas fiebres, dejando el camino expedito al ascenso de su rival. Juliano es proclamado emperador tras vencer a los francos. Intentó convertir la doctrina neoplatónica en la religión oficial. Murió en 363 y le sucedió Joviano.[1]
- Se convierte en augusto de todo el Imperio romano Juliano, conocido con el sobrenombre de «el apóstata», último de los emperadores paganos de Roma.
- San Martín de Tours funda un monasterio en las Galias, desde el que extiende el cristianismo por todo el país.[1]

## Fallecimientos
- 3 de noviembre: Constancio II, emperador romano.